# Wilfersdorf
Wilfersdorf osztrák mezőváros Alsó-Ausztria Mistelbachi járásában. 2021 januárjában 2092 lakosa volt. 

## Elhelyezkedése

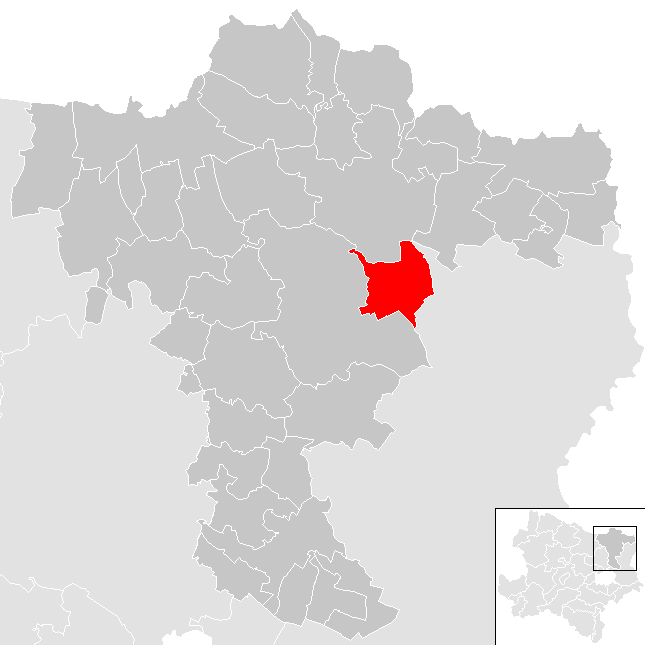
Wilfersdorf a Mistelbachi járásban

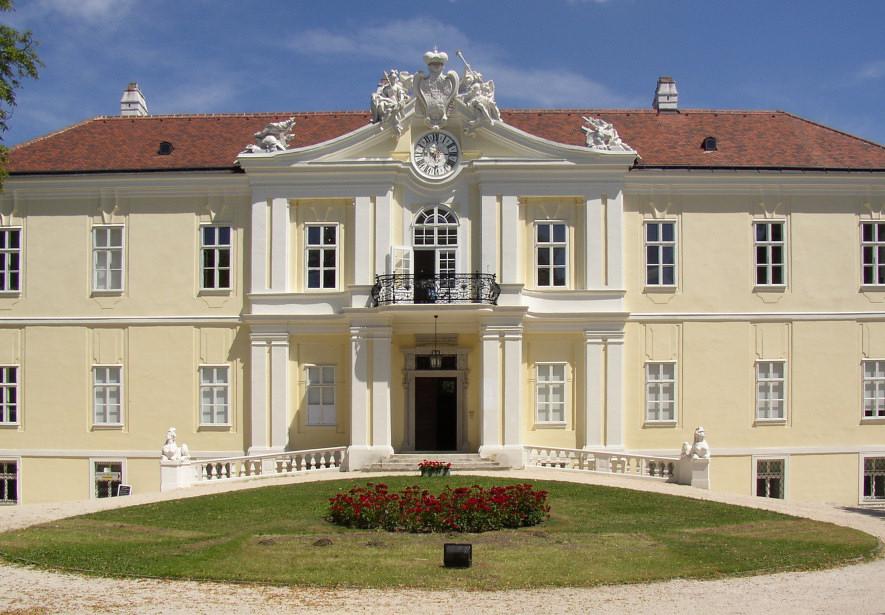
A wilfersdorfi kastély

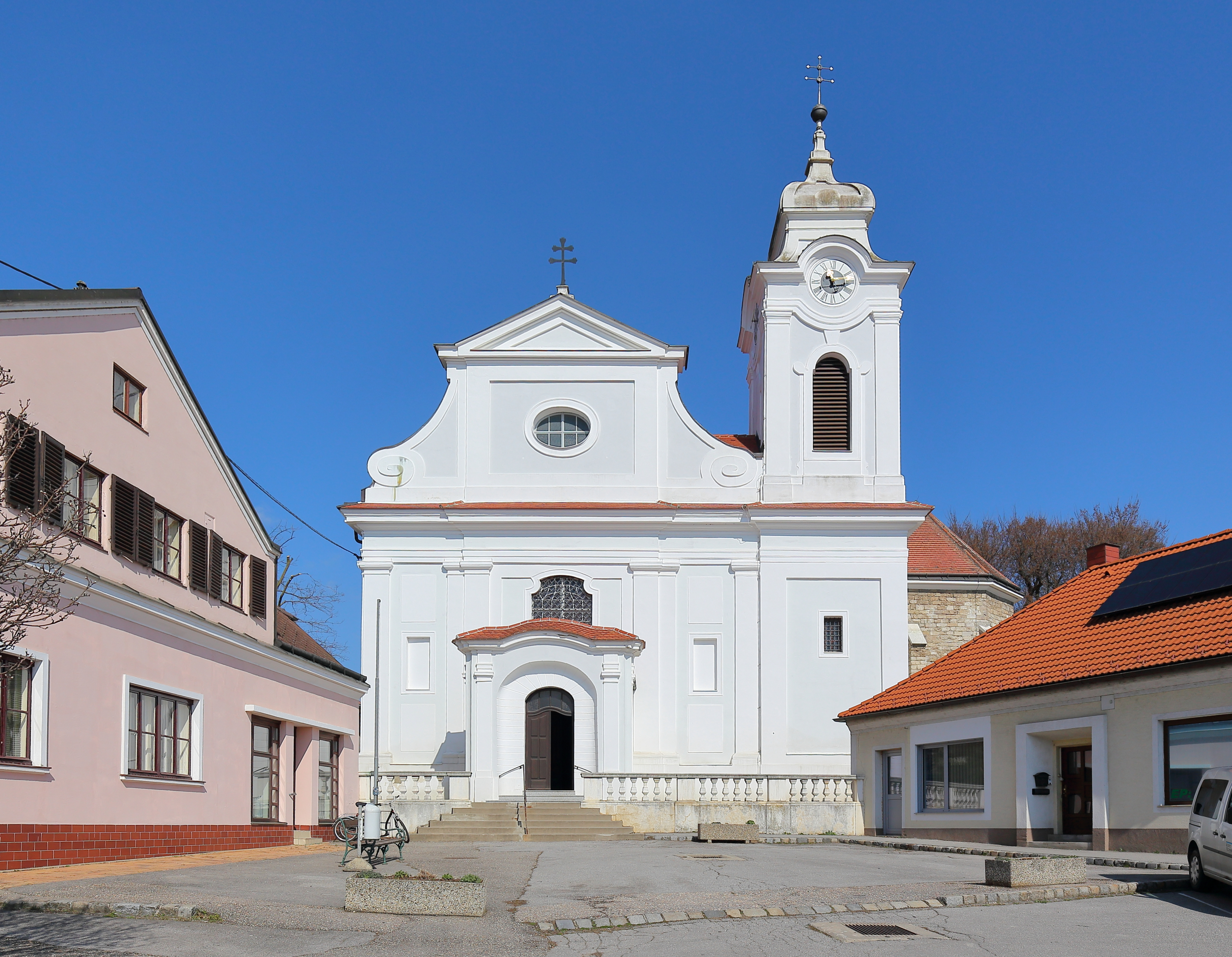
A Szt. Miklós-plébániatemplom

Wilfersdorf a tartomány Weinviertel régiójában fekszik a Weinvierteli-dombságon, a Zaya folyó bal partján. Területének 2,5%-a erdő, 84,7% áll mezőgazdasági művelés alatt. Az önkormányzat 4 települést, illetve településrészt egyesít: Bullendorf (502 lakos 2021-ben), Ebersdorf an der Zaya (188), Hobersdorf (277) és Wilfersdorf (1125).
A környező önkormányzatok: délnyugatra Mistelbach, északra Poysdorf, keletre Hauskirchen, délkeletre Zistersdorf.

## Története
WIlfersdorfot a 12. században említik először. Birtokosai ekkor a Meissauk voltak. A 14 század elején a Kuenringekhez került, de 1371-ben ismét a Meissaukat említik tulajdonosként. 1436-ban a Liechtensteinek szerezték meg. 1514-ben már mezővárosként hivatkoznak a településre. 1705-ben Wilfersdorfot kifosztották Rákóczi kurucai. 
A második világháború végén a mezőváros heves harcok színtere volt. 1945. április 15-én a szovjetek légitámadást intéztek ellene. Ezt követően megpróbálták elfoglalni de a tankokkal rendelkező német védőcsapat háromszor is visszavetette őket a Zaya folyón túlra. Ezután három napon át ágyúzták a települést, ahol az épületek harmada romba dőlt. A Vörös Hadsereg április 19-én foglalta el Wilfersdorfot, ahol a házakat kifosztották, több polgári lakost agyonlőttek és nőket erőszakoltak meg. Ezt követően tífuszjárvány szedett áldozatokat.
2016-ban az autópálya építésekor kb. egymillió éves mammutmaradványokat találtak Bullendorf közelében. 

## Lakosság
A wilfersdorfi önkormányzat területén 2021 januárjában 2092 fő élt. A lakosságszám 1869 óta 2000 körül ingadozik. 2018-ban az ittlakók 93,4%-a volt osztrák állampolgár; a külföldiek közül 1,1% a régi (2004 előtti), 2,4 az új EU-tagállamokból érkezett. 2,5% az egykori Jugoszlávia (Szlovénia és Horvátország nélkül) vagy Törökország, 0,7% egyéb országok polgára volt. 2001-ben a lakosok 90,3%-a római katolikusnak, 1,8% evangélikusnak, 2,8% mohamedánnak, 4,5% pedig felekezeten kívülinek vallotta magát. Ugyanekkor egy magyar élt a mezővárosban; a legnagyobb nemzetiségi csoportot a németek (94,6%) mellett a horvátok alkották 2%-kal. 
A népesség változása:

| 2016 | 2 164 |
| 2018 | 2 175 |

## Látnivalók
- a wilfersdorfi Liechtenstein-kastély
- a wilfersdorfi Szt. Miklós-plébániatemplom
- a bullendorfi Szűz Mária-plébániatemplom
- a helytörténeti múzeum

## Fordítás
- Ez a szócikk részben vagy egészben  a   Wilfersdorf (Niederösterreich) című német Wikipédia-szócikk ezen változatának fordításán alapul.  Az eredeti cikk szerkesztőit annak laptörténete sorolja fel. Ez a jelzés csupán a megfogalmazás eredetét és a szerzői jogokat jelzi, nem szolgál a cikkben szereplő információk forrásmegjelöléseként.